# Oh! Edo Rocket
Oh! Edo Rocket (яп. 大江戸ロケット О:эдо рокетто, «Oh! Edo Rocket») — пьеса, написанная Кадзуки Накасимой для театральной труппы Gekidan Shinkansen. Была адаптирована для телевизионного аниме-сериала в апреле 2007, срежиссирована Сэйдзи Мидзусимой и выпущена Studio Madhouse. Это комедийная история про мастера фейерверков в древнем Эдо и его попытки построить ракету, способную доставить инопланетную девушку обратно к её народу на луну.

## Сюжет
История происходит в Эдо в 1842 году (тринадцатом году эпохи Тэмпо). Правительственные реформы запретили всю роскошь, включая пьесы, представления, изобретения и фейерверки. Несмотря на политический климат, Тамая Сэйкити, молодой производитель фейерверков, мечтает сделать огромный фейерверк, подобного которому ещё не было. Но каждый раз, когда он производит пробные запуски ракеты, его начинают преследовать представители закона.
Однажды ночью в лесу завязывается схватка между синим и белым монстрами. Синее чудовище одерживает верх, но его убивает Чёрное Братство, которое отвлекается на фейерверки Сэйкити, что позволяет белому монстру бежать.
На следующий день, красивая, загадочная девушка предстает перед Сэйкити и просит его сделать фейерверк, который долетит до луны.

## Персонажи

### Жители Длинного Дома Фурай
- Тамая Сэйкити (яп. 玉屋 清吉) — мастер фейерверков, мечтающий создать гигантский, никем ранее не виденный и не запущенный фейерверк.
- Сора (яп. ソラ) — странная, но красивая девушка. Она просит Сэйкити сделать ракету, которая доставит её на луну (также она Белый зверь).
- Сюмпэй (яп. 俊平) — брат Сэйкити, гений математики.
- Гиндзиро (яп. 銀次郎) — слесарь, который может открыть любой замок голыми руками.
- Санта (яп. 三太) — плотник
- Рокубэй (яп. 六兵衛) — плиточник, у которого не закрывается рот.
- Жена Рокубэя — никто не знает как её зовут на самом деле.
- Синса (яп. 新佐) — механик-изобретатель.
- Адабанатэй Тэнхо (яп. 天鳳) — циркачка, специализирующаяся на ловкости рук
- Тэнтэн (яп. 天天) — циркач, нереально высокий брат Тэнхо
- Гэндзо (яп. 源蔵) — незаметный кроссдрессер. Только О-Нуи узнавала его.
- Мама Гэндзо
- О-Нуи (яп. おぬい) — девочка-собачка, следящая за моралью в Длинном Доме. Также появляется в виде щенка.
- Старейшина — загадочный старичок, владелец Длинного Дома Фурай.

### Остальные персонажи
- О-Исэ — богатая владелица ломбарда Сирахама-я. Давняя подруга Гиндзиро из Осаки.
- О-Рику — дочь владельца магазина фейерверков Кагия
- Тэцудзи Фитиль (яп. 火縄の鉄十) — безумный строитель ракет, который живёт глубоко в горах Титибу со своими друзьями медведями.

### Правительство
- Акаи Нисиносукэ (яп. 赤井西之介) — Полицейский низкого ранга под покровительством магистрата южного Эдо, который ненавидит жителей Длинного Дома Фурай.
- Люди в чёрном «Глаза», «Уши», «Пятки», «Лодыжки», «Колени» — секретные агенты магистрата южного Эдо
- Тории Ёдзо (яп. 鳥居 耀蔵) — магистрат южного Эдо
- Тояма Кинсиро — Магистрат северного Эдо, появляющийся в городе в виде Кина-плейбоя.
- Мидзуно Тадакуни — Старший советник сёгунского правительства, человек, который запретил фейерверки и все виды развлечений в городе.

## Аниме-сериал
Первая буква, соответствующая каждому эпизоду — составная фразы "Oh! Edo Rocket: From now on after love and turmoil...er, what was it again? Not again" (яп. 大江戸ロケットこれからも愛と荒れ後、何だったっけ、またな! Ō Edo Roketto kore karamo ai to are ato, nandattakke, mata na.)
| #  | Буква | Название                                                                                           | Дата выхода      |
| -- | ----- | -------------------------------------------------------------------------------------------------- | ---------------- |
|    |       | |                  |
| 1  | お    | Crimson Fireworks Bloom in Great Edo «Ōedo ni Saku Kurenai Hanabi» (大江戸に咲く紅い花火)          | 3 апреля 2007    |
| 2  | お    | Человек ждал «Otoko wa Matte ita» (男は待っていた)                                                 | 12 апреля 2007   |
| 3  | え    | Связанный судьбой Серебряный лис «En ni Shibarareta Gin no Kitsune» (縁に縛られた銀ノ狐)           | 19 апреля 2007   |
| 4  | ど    | Не стоит волноваться (Много шума из ничего) «Dokidoki Muyō» (ドキドキ無用)                         | 26 апреля 2007   |
| 5  | ろ    | Война слов «Ron» (論)                                                                              | 3 мая 2007       |
| 6  | けっ  | Дуэль за первую любовь «Kettou Dai Hatsukoi» (決闘大初恋)                                          | 10 мая 2007      |
| 7  | と    | Бог ты мой, она улетела! «Tondemo nai Tonda Onna» (トンデモない飛んだ女)                           | 17 мая 2007      |
| 8  | こ    | Потому что я убиваю ради любви «Koi mo Koroshi mo Yaru tte sa» (恋も殺しもやるってさ)              | 23 мая 2007      |
| 9  | れ    | Сражение за любовь «Ren'ai de Shōbu» (恋愛で勝負)                                                  | 30 мая 2007      |
| 10 | か    | Магическая кошачье превращение «Kaii Neko Henge» (怪異猫変化)                                      | 6 июня 2007      |
| 11 | ら    | Без границ «Rachi mo nee» (埒もねえ)                                                               | 13 июня 2007     |
| 12 | も    | Если не хочешь больше волноваться... «Moshimo Nayamu no ga Iya Dattara» (もしも悩むのが嫌だったら) | 20 июня 2007     |
| 13 | あ    | Что вы о них думаете? «Anta Koitsura Dō Omou» (あんたこいつらどう思う)                             | 27 июня 2007     |
| 14 | い    | Просто сказать тебе, что я видел будущее «Ippitsu Keijō Asu ga Mieta» (一筆啓上明日が見えた)       | 3 июля 2007      |
| 15 | と    | Внезапно настал Новогодний Ба-бах! «Totsuzen! Shōgatsu ni Daikūbaku» (突然!正月に大空爆)           | 10 июля 2007     |
| 16 | あ    | Это я! «Atashi wa Are yo!» (あたしはアレよ!)                                                       | 17 июля 2007     |
| 17 | れ    | Смертельная мелодия рассвета «Reimei no koroshibushi» (黎明の殺し節)                               | 25 июля 2007     |
| 18 | あ    | Неудавшийся побег «Aite wa Shinkun no Kakushiana» (相手は神君の隠し穴)                             | 1 августа 2007   |
| 19 | と    | Это была шутка «Tochiguruttesōrō» (とち狂って候)                                                   | 8 августа 2007   |
| 20 | なん  | Женщина, которая улыбалась «Nangi ni Hohoemu Onna» (難儀に微笑む女)                                | 15 августа 2007  |
| 21 | だっ  | Трижды не по плану «Dassen wa Sando Made» (脱線は三度まで)                                         | 22 августа 2007  |
| 22 | たっ  | Это всего лишь сон «Tatta Ichiya no Yume Datta» (たった一夜の夢だった)                             | 29 августа 2007  |
| 23 | け    | Фейерверки для танца с саблями «Kenbu ni Hanabi o Dōzo» (剣舞に花火をどうぞ)                       | 5 сентября 2007  |
| 24 | ま    | Схватить всех! «Marumaru o Nottore!» (○○をのっとれ!)                                               | 12 сентября 2007 |
| 25 | た    | Работа мастера под луной... «Takumi no shigoto ga tsuki ni naite...» (匠の仕事が月に泣いて...)     | 19 сентября 2007 |
| 26 | な    | Как-то поднялись «Nanda kanda no rifutoofu» (なんだかんだのリフトオフ)                             | 26 сентября 2007 |

- «Oh!-Edo Rocket». (Январь 2007) Newtype USA стр. 11.